# تعطیلات همیشگی
تعطیلات همیشگی، فیلمی به نویسندگی، تهیه‌کنندگی و کارگردانی جیم جارموش در سال ۱۹۸۰ است. این فیلم اولین تجربهٔ جارموش در مقام کارگردانی است. او کار ساخت فیلم را که با دوربین ۱۶ میلی‌میتری فیلم‌برداری شده‌است مدت کوتاهی بعد از رها کردن تحصیلاتش در مدرسه فیلم‌سازی به اتمام رساند. اعتبار این فیلم غالباً به این دلیل است که آن را تولد سبک و طراحی شخصیت منحصر بفرد کارگردان می‌دانند. فیلم برندهٔ جایزهٔ ژوزف فون اشترنبرگ در جشنواره بین‌المللی فیلم مانهایم-هایدلبرگ ۱۹۸۰ شد.

## طرح کلی داستان
شخصیت اصلی داستان با بازی کریس پارکر، در فضای تاریک نیویورک سرگردان است و به معماهای زندگی می‌اندیشد او که در جستجوی مکان بهتری است با افراد دسیسه چینی مواجه می‌شود.

## عوامل فیلم
- ریچارد بوئز - کهنه سرباز
- روث بولتون - مادر
- سارا درایور - پرستار
- ماریا دووال - دختر لاتین
- فرانکی فایسون - مرد در سالن انتظار
- جین فایر - پرستار
- سوزان فلچر - دختر داخل اتومبیل
- لیلا گاستیل - لیلا
- کریس همیون - مسافر فرانسوی
- جان لیوری - نوازندهٔ ساکس
- اریک میشل - خریدار اتومبیل
- کریس پارکر - الی
- لیزا روزن - دختر ذرت فروش
- فلیسی رازر - دختر کنار صندوق پستی
- ایولین اسمیت - بیمار
- چارلی اسپدمن - بیمار

## تولید
جان لیوری آهنگساز و دوست جارموش برای اولین در این فیلم کار آهنگسازی و بازیگری سینما را تجربه کرد.

## انتشار
این فیلم در تاریخ ۶ مه ۱۹۸۱ در ایالات متحده منتشر شد. تعطیلات همیشگی همچنین در چهارم سپتامبر ۲۰۰۷ توسط مجموعه کرایتریون به عنوان یک ترکیب ویژه بر روی دی‌وی‌دی فیلم عجیب‌تر از بهشت دیگر اثر جیم جارموش منتشر شده‌است.